# Planell de la Molina
El Planell de la Molina és una plana situada dins del terme municipals de la Vall de Boí, a la comarca de l'Alta Ribagorça, i dins el Parc Nacional d'Aigüestortes i Estany de Sant Maurici.
Està situat a la riba esquerra del Riu de Sant Nicolau, per damunt del Planell d'Aigüestortes (SO) i per sota del Planell Gran (NE).

## Rutes[2]
Seguint la pista forestal que neix al costat de la parada del servei de taxis del parc, a la vora del Planell d'Aigüestortes, direcció cap a l'Estany Llong; fins a trobar, després de 500 metres, la passarel·la que permès creuar a la riba esquerra del Riu de Sant Nicolau. Un cop a l'altre costat del riu, cal continuar uns 400 metres resseguint la riba fins a trobar el planell.